# گروسشوابهاوزن
گروسشوابهاوزن (به آلمانی: Großschwabhausen) یک شهر در آلمان است که در وایمارر لاند واقع شده‌است. گروسشوابهاوزن ۱٬۰۷۷ نفر جمعیت دارد.